# Neohydatothrips gracilicornis
Neohydatothrips gracilicornis är en insektsart som först beskrevs av Williams 1916.  Neohydatothrips gracilicornis ingår i släktet Neohydatothrips, och familjen smaltripsar. Arten är reproducerande i Sverige.